# Superfinal de Liga Prom 2022
La Superfinal de Ascenso de la Liga Prom 2022 es el último partido de la temporada 2022 del fútbol de segunda división de Panamá. Disputado por el equipo campeón del Torneo Apertura y el Torneo Clausura.
El Umecit Fútbol Club se coronó campeón de la segunda edición de la Superfinal, al haber sido campeones de los torneos Apertura 2022 y Clausura 2022. Por ello, ascendió de manera directa a la primera división.